# Bauriamorpha
De Bauriamorpha, ook wel Baurioidea, zijn een groep behorend tot de Therocephalia (Synapsida, orde Therapsida) met zoogdierachtige kenmerken. Deze dieren overleefden de Perm-Trias-massa-extinctie, de grootste massa-uitsterving in de geschiedenis van de Aarde. Aanvankelijk werden de bauriamorphen gezien als mogelijke directe voorouders van de zoogdieren, maar deze rol is inmiddels volledig naar de Cynodontia verschoven.

## Voorkomen
Bauriamorphen leefden van het Laat-Perm tot Midden-Trias en fossielen zijn gevonden in zuidelijk Afrika, China en Rusland. De groep was met name algemeen in het Perm. Bauria en Microgomphodon uit de Bauriidae zijn de laatst bekende vertegenwoordigers en leefden in het Midden-Trias.

## Kenmerken
Het waren kleine tot middelgrote herbivoren. Ze vertoonden veel overeenkomsten met de cynodonten, zoals het aspect van de tanden, de aanwezigheid van een secundair benig verhemelte en aanwijzingen voor een diafragma, en hiermee endothermie.